# 901
901 (CMI) fue un año común comenzado en jueves del calendario juliano, en vigor en aquella fecha. 
Es el primer año del siglo X.

## Acontecimientos
- El papa Benedicto IV corona emperador a Luis III el Ciego.[1]
- Abu 'Abdullah al-Shi'i lidera la rebelión de los bereberes Kutama contra el emirato aglabí en Ifriqiya (hoy Túnez).[2]
- El reino de Hu Goguryeo (luego Taebong) es fundado por Gung Ye en la península coreana.
- Zhu Weng toma la capital imperial de la dinastía Tang.
- Se completa el Nihon Sandai Jitsuroku, última de las seis historias nacionales de Japón (Rikkokushi).
- 25 de enero: El poeta y político japonés Sugawara no Michizane es exiliado a Dazaifu.[3]
- 1 de marzo: Nicolás I el Místico se convierte en patriarca de Constantinopla.[4]
- 10 de junio: Los aglabíes saquean Reggio Calabria.[5]
- 10 de julio: En al-Ándalus, Ibn al-Qitt y Abu Ali al-Sarraj llaman a la yihad pero son derrotados por Alfonso III de León en la batalla de Zamora.[6]

## Nacimientos
- Ethelweard, rey de Inglaterra.

## Fallecimientos
- Thábit ibn Qurra, matemático y astrónomo.